# Antsahanoro
Antsahanoro è una città e comune del Madagascar situata nel distretto di Antalaha, regione di Sava. 
La popolazione del comune rilevata nel censimento 2001 era pari a 16 253 unità.